# Cumbre de la Tierra de Johannesburgo
La Cumbre de la Tierra celebrada del 26 de agosto al 4 de septiembre de 2002 en Johannesburgo (África del Sur), fue una cumbre mundial del desarrollo sostenible organizada por la ONU, con la asistencia de más de un centenar de Jefes de Estado y de alrededor de 60 000 personas, incluidos los delegados, los representantes de ONG, los periodistas y las empresas.
Se encarga de brindar apoyo a las personas sin dañar el medio ambiente.
Este encuentro pretendía ofrecer un discurso ecologista como parte de la labor de concienciación sobre la importancia del desarrollo sostenible, para que todas las personas puedan satisfacer sus necesidades presentes y futuras, sin dañar el medio ambiente. Se constituyó como un instrumento de coordinación entre distintos actores de la sociedad internacional con el propósito de incentivar a la población internacional, y que la protección ambiental fuese compatible con el crecimiento económico, y el desarrollo social, mediante la suma de los esfuerzos y de las capacidades de las partes involucradas.
Esta tercera edición de la Cumbre de la Tierra sirvió para hacer un balance de la anterior cumbre, celebrada en Río de Janeiro en 1992. Centrada en el desarrollo sostenible, su objetivo era la adopción de un plan de acción de 153 artículos divididos en 615 puntos sobre diversos temas: la pobreza y la miseria, el consumo, los recursos naturales y su gestión, globalización, el cumplimiento de los Derechos humanos, etc.
Como consta en el Informe de la Cumbre Mundial sobre el Desarrollo Sostenible, Johannesburgo, Sudáfrica, 26 de agosto a 4 de septiembre de 2002, se instó a los países desarrollados a alcanzar los niveles intencionalmente convenidos de asistencia oficial al desarrollo, apoyar la creación de alianzas regionales fuertes para promover la cooperación internacional, afirmar que el sector privado también tiene el deber de contribuir al desarrollo sostenible, y por último llamar a crear instituciones internacionales y multilaterales más eficientes, democráticas y
responsables.

### Público al que iba dirigida
El público al que iba dirigida esta Cumbre fueron los gobiernos, la sociedad civil y las grandes empresas, para alentarlas a que presenten iniciativas para establecer acuerdos de colaboración mediante los cuales se aborden problemas específicos y se logren resultados mensurables que mejoren las condiciones de vida de la gente en todo el mundo.
Esta Cumbre incluyó además, las voces, experiencias y puntos de vista de representantes de distintos grupos de la sociedad, tales como: funcionarios de gobierno y jefes de Estado, organizaciones no gubernamentales, empresas e industrias, poblaciones indígenas, trabajadores y sindicatos, comunidades científicas y tecnológicas, campesinos, autoridades locales, agencias y programas de la ONU, y por último, niños y jóvenes. Ellos representan los grupos principales identificados en el Programa 21.

### Temas de estudio
Algunos temas de especial interés fueron debatidos en esta cumbre.

#### Acceso al agua y estrés hídrico
Si bien el consumo mundial continúa creciendo, especialmente con la aparición de nuevos países industrializados (NPI), como la India y China, los recursos de agua presentan factores sociales, económicos y políticos importantes y críticos, fuentes de potenciales conflictos.
Así, la Cumbre de la Tierra en 2002 fue el escenario de discusión y orientación sobre la gestión de estos recursos, las necesidades de consumo, y la falta de acceso al agua. Uno de los objetivos es reducir para el año 2015 la población que no dispone de saneamiento adecuado para las aguas residuales.

#### Energía
La energía es otra cuestión delicada discutida en esta edición. Los países del norte, incluido los Estados Unidos de América, son acusados regularmente de ser culpables de un excesivo consumo de energía, y los NPI luchan para satisfacer su demanda. Las reservas de combustibles fósiles estarán en riesgo de agotamiento en las próximas décadas, y el petróleo será prohibitivo para los países del sur.
A pesar de este contexto de tensiones económicas internacionales, las energías renovables y sus usos siguen estando fuera del alcance de muchos países emergentes.

#### Producción agrícola
La productividad agrícola a través de la agricultura intensiva suscita algunos revuelos en la comunidad científica y entre los consumidores. Además de la regresión y degradación del suelo, este método de producción aumenta, por el uso de fertilizantes y pesticidas, una contaminación de los productos finales y de las aguas subterráneas. Otros sistemas de producción agrícola han conocido una moda pasajera, tal como la agricultura biológica, pero sigue fuera del alcance de los países del Sur que luchan para alimentarse a sí mismos.

#### Biodiversidad de las especies animales
Bajo el efecto de la presión demográfica, numerosas reservas ecológicas han visto disminuir su extensión y ven su existencia amenazada por las necesidades económicas de los países. Así numerosas especies de plantas y animales desaparecen bajo la influencia de la deforestación o de la destrucción de su medio ambiente.

#### Salud
Mientras que los laboratorios están buscando nuevos ingredientes activos en las especies del Sur, muchos de ellos siguen careciendo de acceso a las farmacopeas de los países desarrollados, privándoles de la atención a poblaciones enteras enfrentadas a menudo a los flagelos del SIDA y la malaria.

## Una cuestión simbólica
La Cumbre de la Tierra presenta una importante cuestión simbólica. Es la prueba del Desarrollo de una cultura mundial por el respeto a la ecología.
Su objetivo es demostrar la capacidad colectiva frente a los problemas planetarios. Afirma la necesidad de un crecimiento en conformidad con el medio ambiente, con el objetivo de la salud, la educación y la justicia.
El desafío político de la Cumbre es también importante, ya que demuestran que la guerra contra el terrorismo no es el único problema mundial al día de hoy.

## Polémica

### Inercia de las grandes potencias
El gobierno de Estados Unidos no deseaba participar en la Cumbre. La Unión Europea dijo en la apertura de la Cumbre de la Tierra que no renegociaría los acuerdos recientemente alcanzados en Monterrey (México) y en Doha (Catar). Estos acuerdos versaban sobre los importes de la ayuda oficial al desarrollo (AOD) y la liberación del comercio internacional. Sostuvo que la Cumbre de la Tierra no era lugar para las negociaciones sobre el desmantelamiento progresivo de las subvenciones a los países desarrollados.
Dos cuestiones clave bloquearon la aprobación de un Plan de Acción:
- La solicitud del Norte al Sur para que se respetaran los derechos humanos y luchar contra la corrupción;
- El establecimiento de nuevos objetivos para la reducción de la pobreza. Los objetivos fueron, por ejemplo, reducir a la mitad, en 2015, la población del mundo carente de saneamiento de (aguas residuales) y de elevar al 15% en 2010 la proporción de las energías renovables (por ejemplo energía eólica, solar).

Algunos artículos fueron difíciles de negociar. Así, los Estados Unidos se opusieron a la mención del principio de precaución en el texto y la referencia, ni siquiera indirecta, del Protocolo sobre Seguridad de la Biotecnología, que trata de los organismos genéticamente modificados (OGM). También se negó la adopción de metas sobre la energía o el agua contaminada.

## Logros
Sin embargo, y a pesar de los problemas planteados, la amplia participación y colaboración fueron claves para el buen desarrollo de la Cumbre y en consecuencia, para el éxito del desarrollo sostenible. Ya que todos los sectores de la sociedad tienen un papel que desempeñar en la construcción de un futuro en el que los recursos naturales se protejan, y la prosperidad y la salud estén al alcance de todos los ciudadanos del mundo. Para algunos, el gran éxito de la Cumbre de la Tierra de Johannesburgo fue el énfasis que se logró poner en temas de desarrollo social tales
como la erradicación de la pobreza, el acceso al agua y a los servicios de saneamiento, y la salud. Así, se acordó reducir a la mitad, para el año 2015, la proporción de personas cuyo ingreso sea inferior a 1 dólar diario, la de personas que padezcan hambre y la de personas que no tengan acceso al agua potable. Se acordó también fortalecer la contribución del desarrollo industrial a la erradicación de la pobreza, de manera compatible con la protección del medio ambiente. "Sólo mediante esfuerzos vigorosos y coordinados podremos asumir este impostergable reto del que depende la viabilidad del ecosistema mundial, tanto natural como social."

### Liberalismo humanitario
Los países del Norte pretendieron la implicación de las empresas privadas en la creación de asociaciones entre los gobiernos y las empresas. Las Naciones Unidas había publicado una lista de asociaciones, con las empresas que hubiesen recibido la aprobación como respetuosas con el medio ambiente. Las asociaciones son conocidas como Type II agreements.
Algunos, incluidos los representantes de organizaciones no gubernamentales protestaron a continuación contra la actitud de los Estados Unidos y la Unión Europea, que defendían, en su opinión, los intereses de las multinacionales. Muchos vieron este enfoque, promovido por Washington, como una forma para que el Estado abandonase sus responsabilidades.

### Costos de la Cumbre
La Cumbres de Johannesburgo costo 33 millones de euros a Sudáfrica y 47 millones a las Naciones Unidas, 80 millones de euros en total.
Esto podría representar:
- El 67% del gasto sanitario Malí;
- La conexión al agua potable de 80 000 personas en una ciudad como La Paz (Bolivia) o Manila (Filipinas );
- El precio de compra de casi 2 Rafales (sin armas) o de 4 F-16 (sin armas);
- El coste de la adquisición de 11 tanques americanos M1 Abrams.

Catherine Kamping, ha señalado durante la clausura que "mientras que un tercio de la población mundial gana menos de un dólar al día, nosotros hemos estado durante diez días en este paraíso de riqueza para lograr unos resultados decepcionantes."